# ClinicalTrials.gov
ClinicalTrials.gov è un registro online di studi clinici; la redazione e l'aggiornamento di questo registro sono a carico della National Library of Medicine e dei National Institutes of Health, entrambe istituzioni sanitarie degli Stati Uniti; si tratta del database di studi clinici più grande al mondo, constando di oltre 329 000 studi clinici, effettuati in 209 paesi diversi. La sede ufficiale di ClinicalTrials.gov è a Bethesda, nel Maryland.

## Storia
- Il 21 novembre 1997, l'approvazione di una legge sull'ammodernamento dell'amministrazione degli alimenti e dei farmaci rende necessaria la costituzione di un registro internazionale di studi clinici.[2]
- Il 29 febbraio 2000, ClinicalTrials.gov appare online per la prima volta.[2]
- Il 16 settembre 2004, le raccomandazioni dell'ICMJE per la realizzazione, l'elaborazione, l'edizione e la pubblicazione degli studi accademici nelle riviste mediche impongono alle riviste di non pubblicare i risultati degli studi non registrati sul database ClinicalTrials.gov o su altri database ufficiali.
- Il 27 settembre 2008, viene resa obbligatoria la pubblicazione dei risultati degli studi clinici.[2]
- Il 27 settembre 2009, diviene obbligatorio esplicitare gli effetti collaterali osservati durante gli studi clinici.

## Fonte dei dati
La base dell'analisi dei dati aggregati di ClinicalTrials.gov è una fonte, disponibile pubblicamente, basata sui dati inseriti nello stesso sito. L'analisi aggregata è facilitata dalla normalizzazione di alcuni metadati presenti all'interno dei vari studi clinici.